# Placa de conductor novel

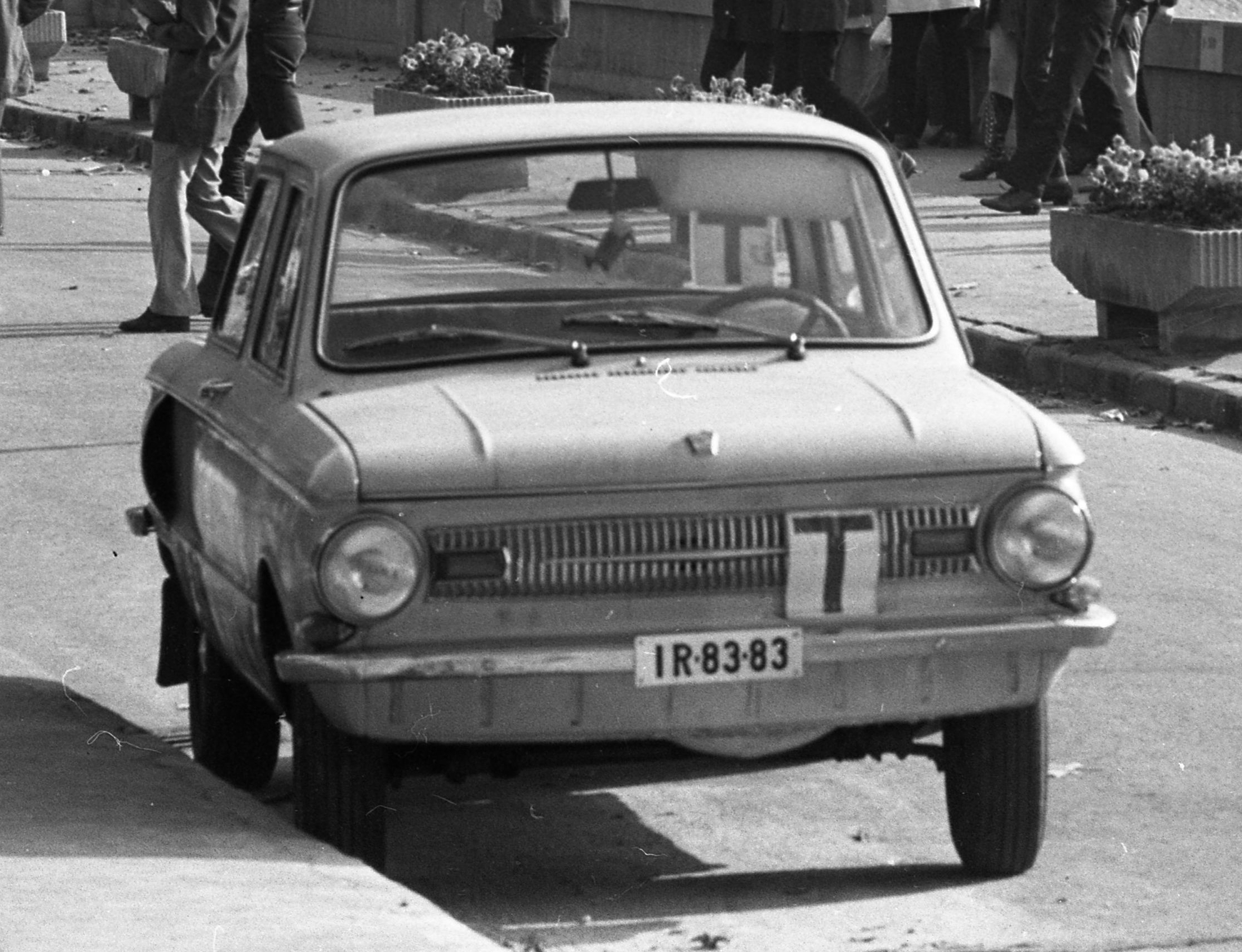
Placa de conductor novel con la "T" de tanonc ("aprendiz" en húngaro) en Esztergom, Hungría, en 1972.

Una placa de conductor novel consiste en un distintivo que los conductores de automóviles o motociclistas primerizos han de llevar para indicar que están aprendiendo a conducir. Esta señal varía en función de cada país, desde su forma (rectangular, circular o triangular), su posición (se coloca delante o detrás del vehículo) o la duración (de uno a tres años).

## Placa de conductor novel por países

### España
En España existen dos placas para conductores, la V-13 y la V-14. La señal V-13 consiste en una placa estandarizada (15 cm × 19,5 cm) con una letra "L" reflectante de color blanco sobre un fondo verde, que se coloca en la esquina superior izquierda de la luna de la ventana trasera o junto a la matrícula en el caso de las motos, y que ha de llevarse durante un año después de la obtención de su primera licencia de conducir. Esta placa indica que ya no tienen una restricción de velocidad adicional, aunque sí continúan las limitaciones en otros aspectos como en la tasa de alcoholemia máxima permitida.
La señal V-14, en cambio, sirve para identificar los vehículos de la autoescuela, y posee dos variantes. La primera consiste en una letra "L" reflectante de color blanco sobre un fondo azul, con la palabra "Prácticas" en la parte de abajo en rojo. Esta señal se ha de colocar en la parte frontal y en la parte posterior del coche. La otra versión, con una "L" reflectante en blanco sobre un fondo rojo, es para los turismos que tengan una licencia de aprendizaje.

## Galería

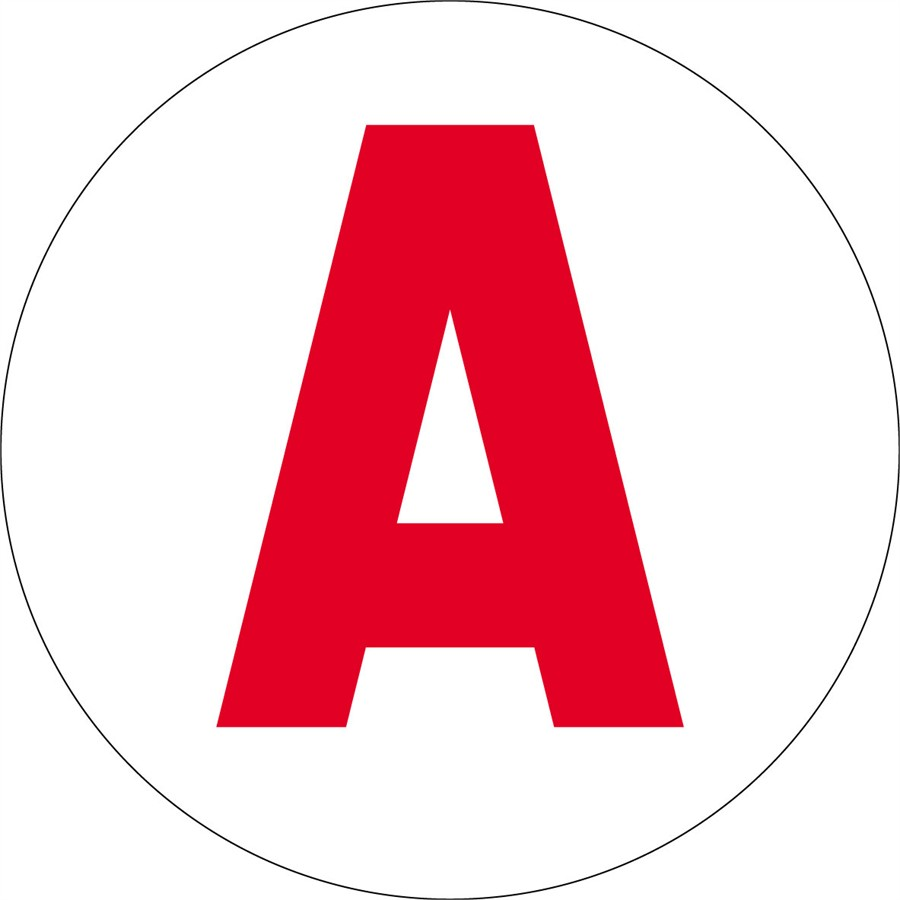
Placa de conductor novel francesa. La letra "A" es la inicial de apprenti ("aprendiz").
Placa de conductor novel británica, irlandesa, india, malasia, noruega o singapurense, con la letra "L" de learner.
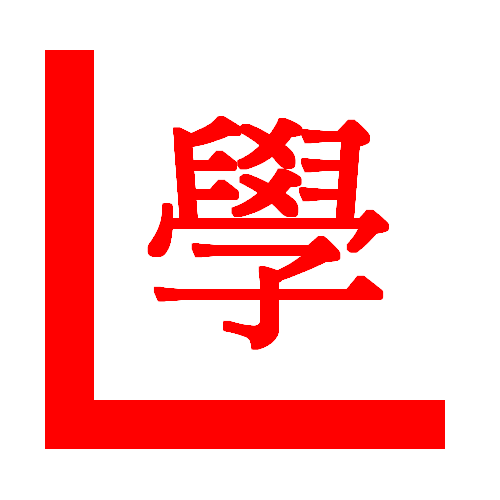
Placa de conductor novel en Hong Kong, consistente en la letra "L" y el sinograma "學", que significa aprendiendo.
Placa de conductor novel utilizada en Malasia para otros vehículos que no sean motocicletas
Placa de conductor novel neozelandesa.
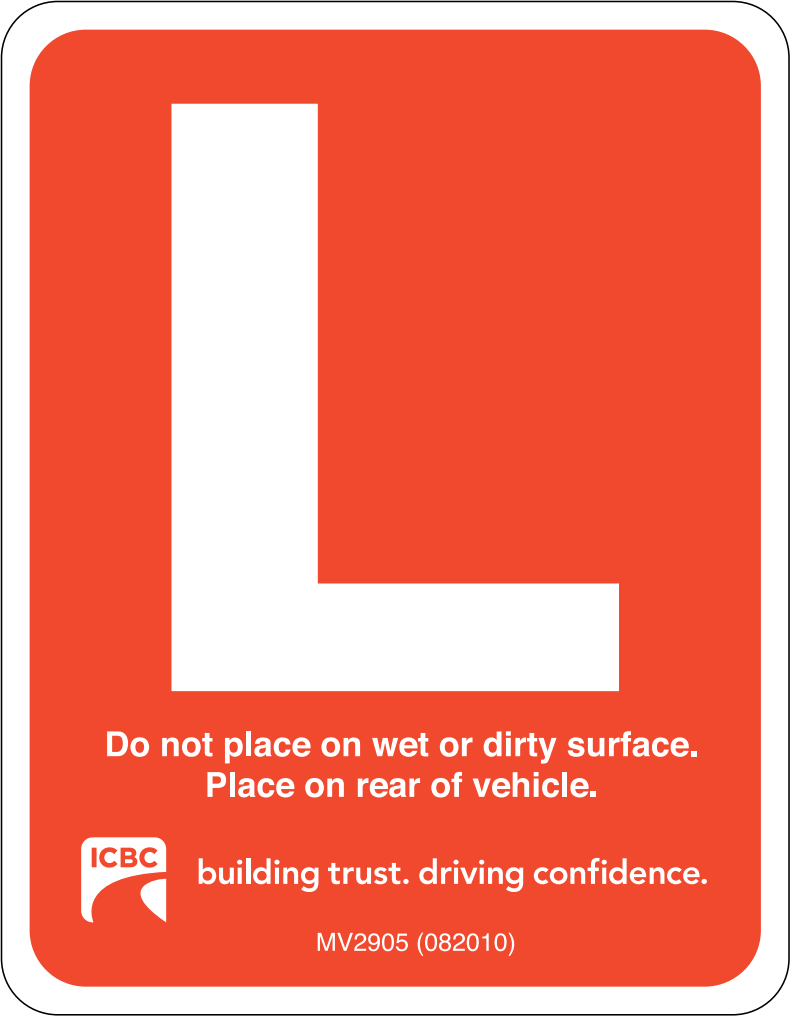
Placa de conductor novel en la Columbia Británica, Canadá.
Placa de conductor novel galesa con la letra "D" de dysgwr ("aprendiz").
Placa de conductor novel irlandesa.
Placa de conductor novel de la isla de Man.
Placa de conductor novel de Irlanda del Norte.
Placa de conductor novel británica con la "P" de for probationary ("de pruebas").
Placa de conductor novel italiana con la "P" de principiante.
Placa de conductor novel israelí.
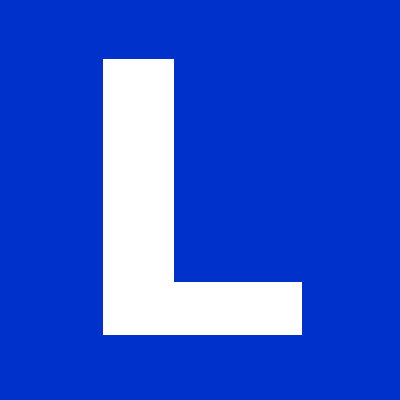
Placa de conductor novel suiza, belga y polaca.
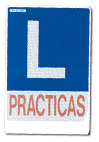
Placa de aprendizaje de la conducción española para la autoescuela.
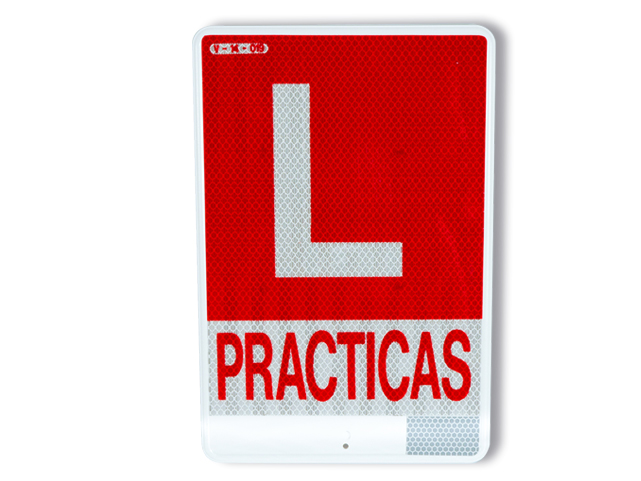
Placa de aprendizaje de la conducción española aparado por una licencia de aprendizaje
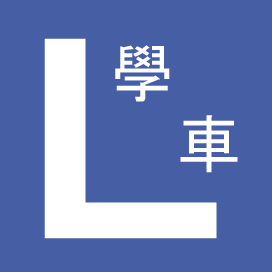
Placa de conductor novel de Macao.
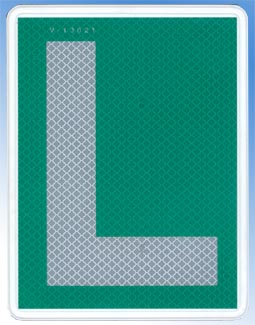
Placa de conductor novel española.
Placa de conductor novel húngara.
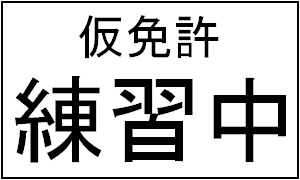
Placa de conductor novel japonesa para la autoescuela.
Marca Shoshinsha japonesa para los nuevos conductores.
Marca Koreisha japonesa para los conductores ancianos.
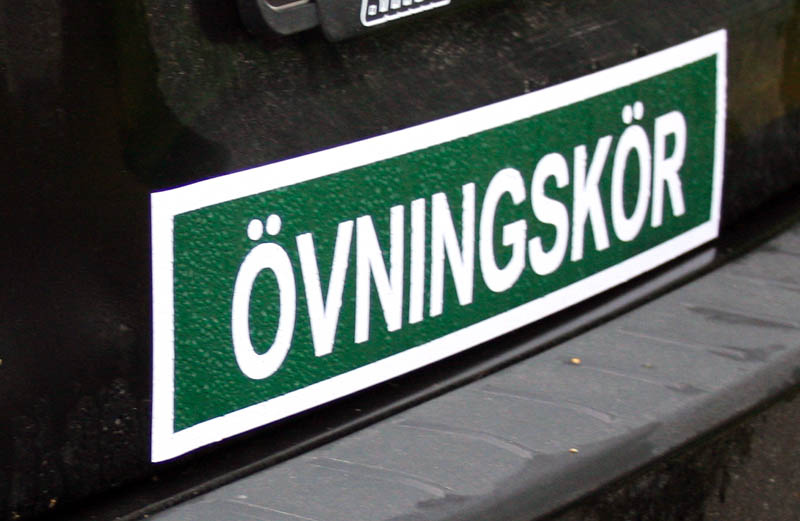
Señal sueca de conductor novel.
Placa de conductor novel con la "P" de for probationary en Hong Kong y Australia y de početnik ("principiante") en Bosnia y Herzegovina.
La zielony listek ("hoja verde") usada en Polonia para los conductores nuevos. Actualmente no es obligatoria llevarla en el coche.